# ریباند (فیلم ۲۰۰۹)
ریباند (به انگلیسی: The Rebound) فیلمی محصول سال ۲۰۰۹ و به کارگردانی بارت فرویندلیش است. در این فیلم بازیگرانی همچون کاترین زیتا جونز، جاستین بارتا، کلی گلد، آرت گارفانکل، جان اشنایدر، جوانا گلیسون، لین ویتفیلد، استفانی اسزوستاک، سام روباردس، آلیس پلایتن، جیک چری، اسکای جکسون، سعادت آکسوی و مایکل چرنوس ایفای نقش کرده‌اند.